# Bridget Bishop
Bridget Bishop, född 1632, död 1692, var en av de åtalade i den berömda häxprocessen i Salem. Hon var den första person som avrättades i häxprocessen, och den första kvinna som avrättades i Massachusetts. 
Hon föddes i England och emigrerade till kolonin som ung. Hon var gift tre gånger, och var vid tidpunkten för rättegången gift med en välbärgad värdshusvärd. Hon klädde sig ofta i färgglada kläder, vilket inte var sed i den puritanska kolonin. 
Hon åtalades för att ha förtrollat Abigail Williams, Ann Putnam, Mercy Lewis, Mary Walcott, och Elizabeth Hubbard, vars anfall hade utlöst häxprocessen. 
Hon dömdes som skyldig och avrättades genom hängning. 